# Remy Sylado
Yapi Panda Abdiel Tambayong né le 12 juillet 1945 à Makassar et mort le 12 décembre 2022 à Jakarta, est un écrivain et acteur indonésien.

## Biographie
Sylado est né à Makassar, Sulawesi du Sud. Son père, Johannes Tambayong, était un évangéliste, bien qu'il ait également composé de la musique. Il a déménagé à Semarang, Java central, à un jeune âge, étudiant à l'école primaire là-bas. Dès son plus jeune âge, il manifeste un intérêt pour le théâtre, écrivant ses premiers drames scéniques alors qu'il était encore au collège. Sa première éducation était entièrement dans les écoles catholiques, mais après l'école secondaire, il a commencé à étudier dans les écoles d'arts théâtraux à Surakarta et Jakarta.
En 1999, Sylado a publié le roman Ca Bau Kan (La Courtisane), qui traitait des épreuves et des tribulations des Chinois d'Indonésie dans l'Indonésie d'avant l'indépendance. En 2001, Nia Dinata a adapté le roman pour son premier long métrage. Intitulé  Ca-bau-kan , le film a été critiqué par la critique, même si Dinata était satisfaite. Entre 1999 et 2007, Sylado a écrit en moyenne deux romans par an.
Sylado est décédé le 12 décembre 2022, à l'âge de 77 ans, après une longue hospitalisation à l'hôpital général de Tarakan, à Jakarta.